# Série de pièces commémoratives américaines pour le 100e anniversaire du National Park Service
La série de pièces commémoratives américaines pour le 100e anniversaire du National Park Service est une série commémorative, non circulante, émise par la Monnaie des États-Unis en 2016 et frappée aux ateliers monétaires de Denver, de San Francisco, de Philadelphie et de West Point.
Elle est autorisée par la loi publique 113-291 du 19 décembre 2014 qui demande au Secrétaire au Trésor de frapper des pièces afin de célébrer le centenaire de la création du National Park Service.
La série comprend une pièce de 5 dollars en or, une pièce de 1 dollar en argent et une pièce d'un demi-dollar en alliage cuivre-nickel. Les bénéfices tirés de la vente de la série sont versés à la National Park Foundation pour des projets visant à préserver et à protéger les ressources gérées par le National Park Service.

## Contexte
Le National Park Service (NPS) est une agence du gouvernement fédéral des États-Unis, au sein du département de l'Intérieur. Il gère tous les parcs nationaux, la plupart des monuments nationaux et d'autres propriétés naturelles, historiques et récréatives, avec différents titres de propriété. Le Congrès des États-Unis crée l'agence le 25 août 1916, par le biais de la loi sur le Service des parcs nationaux (National Park Service Organic Act). Son siège se trouve à Washington, D.C., au sein du siège principal du département de l'Intérieur.

## Législation
Le projet de loi H.R.3979 est introduit à la Chambre le 31 janvier 2014 par le représentant républicain de Pennsylvanie, Lou Barletta. Il demande, dans sa section 3055, au Secrétaire au Trésor de frapper des pièces de monnaie afin de célébrer le 100e anniversaire de la création du National Park Service. Le projet est approuvé, après débat et amendement, le 11 mars 2014 et envoyé au Sénat le lendemain. Celui-ci l'adopte également, après d'autres débats et amendements, le 7 avril 2014 et le renvoie â la Chambre pour approbation. Apres un aller-retour entre les deux instances, le projet définitif est approuvé le 12 décembre et présenté au président Barack Obama six jours plus tard. Ce dernier le signe le 19 décembre 2014 pour en faire la loi publique 113-291,,.

## Dessins
Le 19 novembre 2016, au département de l'Intérieur à Washington, D.C., la Monnaie des États-Unis dévoile les dessins de trois pièces commémoratives en l'honneur du 100e anniversaire du Service des parcs nationaux (NPS). Le directeur du Service des parcs, Jonathan B. Jarvis, et la trésorière des États-Unis, Rosie Rios (en), sont présents.

### Demi-dollar
L'avers du demi-dollar, créé par Barbara Fox, représente un randonneur découvrant la majesté de la nature sauvage et un petit enfant découvrant une grenouille cachée dans des fougères. Les deux scènes sont séparées par les mots NATIONAL PARK SERVICE. Les inscriptions supplémentaires comprennent LIBERTY, IN GOD WE TRUST et les dates anniversaires 1916 et 2016,.
Au revers de la pièce, conçu par Michael Gaudioso, figure le logo du Service des parcs nationaux, utilisé depuis 1951. Dans le logo, le séquoia représente la végétation, le bison représente la faune, les montagnes et l'eau représentent les aspects pittoresques et récréatifs, et la pointe de flèche représente les aspects historiques et archéologiques. Les inscriptions entourant le logo comprennent le pays émetteur, UNITED STATES OF AMERICA, le devise latine, E PLURIBUS UNUM, la valeur faciale, HALF DOLLAR, STEWARDSHIP et RECREATION,.

### Dollar

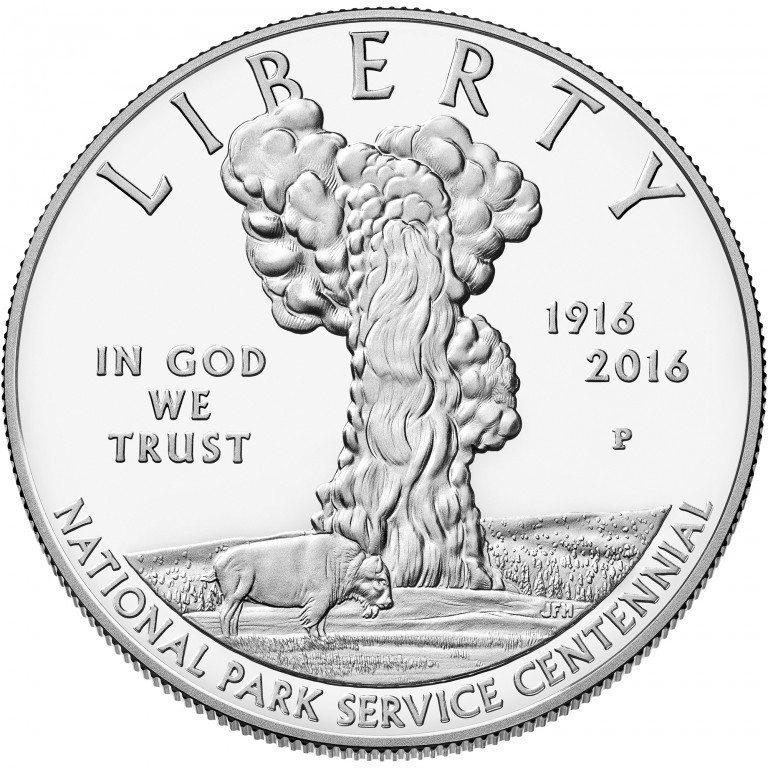
Avers de la pièce de 1 dollar du National Park Service.

L'avers du dollar en argent, œuvre de Joseph Menna, représente une image emblématique du parc national de Yellowstone : le geyser Old Faithful et un bison. Ces deux éléments sont également utilisés pour le dollar Yellowstone de 1999 et le quart de dollar Yellowstone de 2010. Le dessin est complété par les inscriptions LIBERTY, IN GOD WE TRUST, NATIONAL PARK SERVICE CENTENNIAL, et les dates, 1916 et 2016,.
Le motif du revers de la pièce, réalisé par Chris Costello, du programme Artistic Infusion, est destiné à représenter l'expérience culturelle à multiples facettes que l'on trouve dans les parcs nationaux américains. L'image principale est la représentation d'une danseuse de folklore latino, qui tient un ruban portant l'inscription HERITAGE - CULTURE - PRIDE (patrimoine - culture - fierté). Le logo du Service des parcs nationaux est superposé à la danseuse. Les autres inscriptions sont UNITED STATES OF AMERICA, E PLURIBUS UNUM et la valeur faciale, $1,.

### Half eagle
Sur l'avers de la pièce d'or, une création de  Don Everhart, John Muir et le président Theodore Roosevelt sont représentés dans des portraits de profil sur fond de demi-dôme. La barbe de Muir se fond dans l'image de la forêt. Les inscriptions sont LIBERTY, IN GOD WE TRSUT et la date d'émission, 2016,. 
Au revers, également une conception de  Don Everhart, le logo du Service des parcs nationaux est suspendu à un poteau. Les inscriptions sont UNITED STATES OF AMERICA, E PLURIBUS UNUM et la valeur faciale, $5 ,.

## Production et vente
La loi qui autorise la frappe de la série commémorative permet une émission maximale de 100 000 pièces de 5 dollars en or, 500 000 pièces de 1 dollar en argent et 750 000 pièces d'un demi-dollar en alliage cuivre-nickel. La Monnaie de Denver est chargée de la frappe du demi-dollar en qualité brillant universel tandis que celle de San Francisco s'occupe de la version belle épreuve. Les deux versions du dollar sont frappés par la Monnaie de Philadelphie et sa consœur de West Point fait de même pour le half eagle.
La série est disponible à la vente à partir du 24 mars 2016. Un total de 24 698 pièces de 5 dollars est vendu — 19 503 belle épreuve au prix de départ de 400,45 dollars et 5 195 brillant universel pour 395,45 dollars. Les ventes du dollar atteignent 98 298 exemplaires dont 77 319 en fintion belle épreuve au prix de 45,95 $ et 20 979 en version brillant universel pour 44,95 $ tandis que le demi-dollar s'écoule à 76 274 unités, 54 946 belle épreuve à 21,95 $ et 21 328 brillant universel à 20,95 $. À partir du 25 avril les prix du dollar et du half eagle augmentent de 5 dollars et celui du demi-dollar de 4 dollars,.
La loi autorise le versement des surtaxes à la National Park Foundation pour des projets qui contribuent à la préservation et à la protection des ressources placées sous la tutelle du National Park Service et à la promotion de la jouissance et de l'appréciation de ces ressources par le public.